# Megaskepasma
- Commons
- Wikispecies

Megaskepasma Lindau, segundo o Sistema APG II, é um gênero botânico da família Acanthaceae.

## Espécie
Apresenta uma única espécie:
- Megaskepasma erythrochlamys
- «Lista das espécies»

## Nome e referências
Megaskepasma Lindau, 1897
Nome Popular: Justicia-vermelha, Camarão-vermelho

## Classificação do gênero
| Sistema | Classificação                       | Referência            |
| ------- | ----------------------------------- | --------------------- |
| APG II  | Ordem Lamiales, família Acanthaceae | APweb, versão 9, 2008 |